# 亚述贝尔尼谢舒
亚述贝尔尼谢舒（英語：Ashur-bel-nisheshu）（？—前1398年），古亚述时期的亚述国王（公元前1407年—公元前1398年在位）曾与其父亚述尼拉里二世共同处政，他死后由亚述里姆尼谢舒继承。现存他统治时期的法律文书。记载了当时土地、房屋、奴隶买卖的情况。
| 前任： 亚述尼拉里二世 | 亚述国王 前1407年－前1398年 | 繼任： 亚述里姆尼谢舒 |